# Samenvloeiing van de Leie en de Schelde

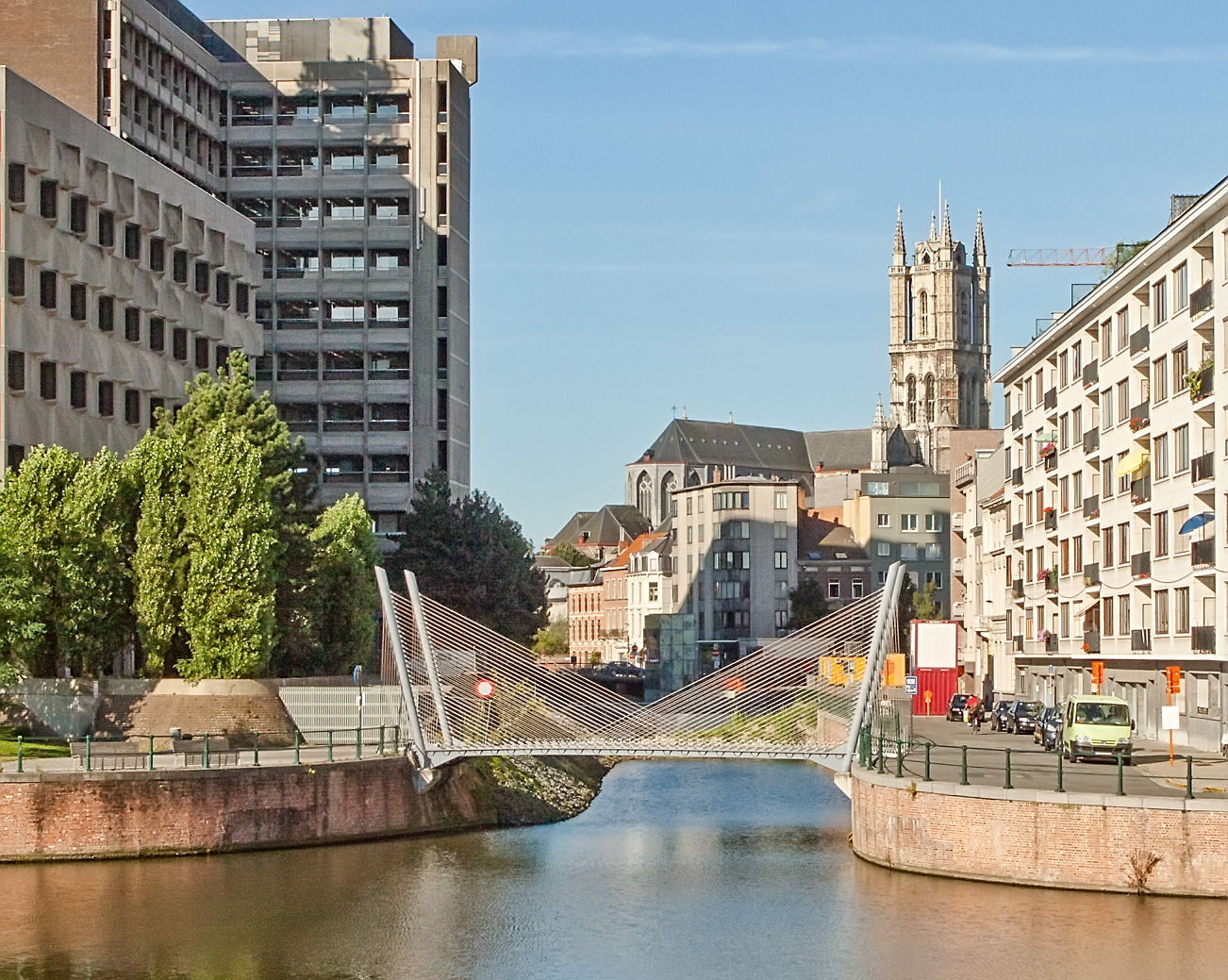
De Bavobrug aan de Portus Ganda

Al eeuwenlang stroomden in Gent de rivieren Leie en Schelde samen aan wat nu Portus Ganda heet. De samenvloeiing werd rond 1960 onderbroken door het dempen van De Reep en in september 2018 weer opengelegd.

## Geschiedenis
De locatie van de historische samenvloeiingen is onbekend. Oorspronkelijk hadden beide rivieren immers een aantal meanders en stroomden ze samen in een laagte die zich uitstrekte van de Zandberg en de Blandijnberg in het westen tot aan de Sint-Amandsberg in het oosten. Dit was een overstromingsgebied, gevormd als winterbed van de Schelde. In deze laagte konden de rivieren op meerdere plaatsen samenvloeien, afhankelijk van het tijdperk en het waterpeil.
In de 7e eeuw werd boven de samenvloeiing de Sint-Baafsabdij gesticht, die oorspronkelijk Ganda genoemd werd. Wat verder ontstond al snel de handelsplaats Portus aan de Reep. In 811 bezocht Karel de Grote deze haven, ter inspectie van de vloot die hij er had samengetrokken om de invallen van de Vikingen te verijdelen. Naarmate de middeleeuwse stad groeide, werden de rivieren in hun definitieve bedding geleid, nl. de Leie (Kortrijksepoort–Portus Ganda), de Bovenschelde (Ter Platen–Kuiperskaai), de Nederschelde of "Reep" (Kuiperskaai–Portus Ganda) en de Zeeschelde (vanaf de Portus Ganda). In de 11e eeuw werd de Ketelvest gegraven, de eerste bijkomende verbinding tussen de Leie en de Schelde. Sinds 1969 waren ze ook verbonden door de Ringvaart.
Dit waren niet de enige kanalen binnen Gent. In de 11e eeuw kwam op enkele plaatsen een stadsgracht, bestaande uit de voornoemde Ketelvest in het zuiden, de Oude Houtlei in het westen en de Ottogracht in het noorden. De monniken (muinken) van de St.-Pietersabdij vestigden zich langs de bochtige Bovenschelde, waarna hier de Oude Schelde (oosten) en de Muinkschelde (westen) naast elkaar stroomden. Deze Muinkschelde werd in de 18e eeuw gekanaliseerd. Latere kanalen lagen voornamelijk tussen de Boven- en de Zeeschelde, nl. van noord naar zuid: de "Schepenenvijver" of het "Capucijnenvaardeken" onder de huidige Filips van Arteveldestraat (1254), het "Klein Scheldeken" aan Ter Hoyen (±1300), de vestinggracht langs de Sint-Lievenspoort en de Keizerpoort (14e eeuw) en de Franse Vaart (18e eeuw). Vanaf de Leie vertrokken trouwens de kanalen Burggravenstroom (12e eeuw, later Sassevaart), Lieve (1251) en Brugse Vaart (1623). Ten oosten van de Nederschelde werd tot slot een zijarm gegraven (1752), later Rommelwater, Vissenrei of Visserij genoemd.

## Galerij

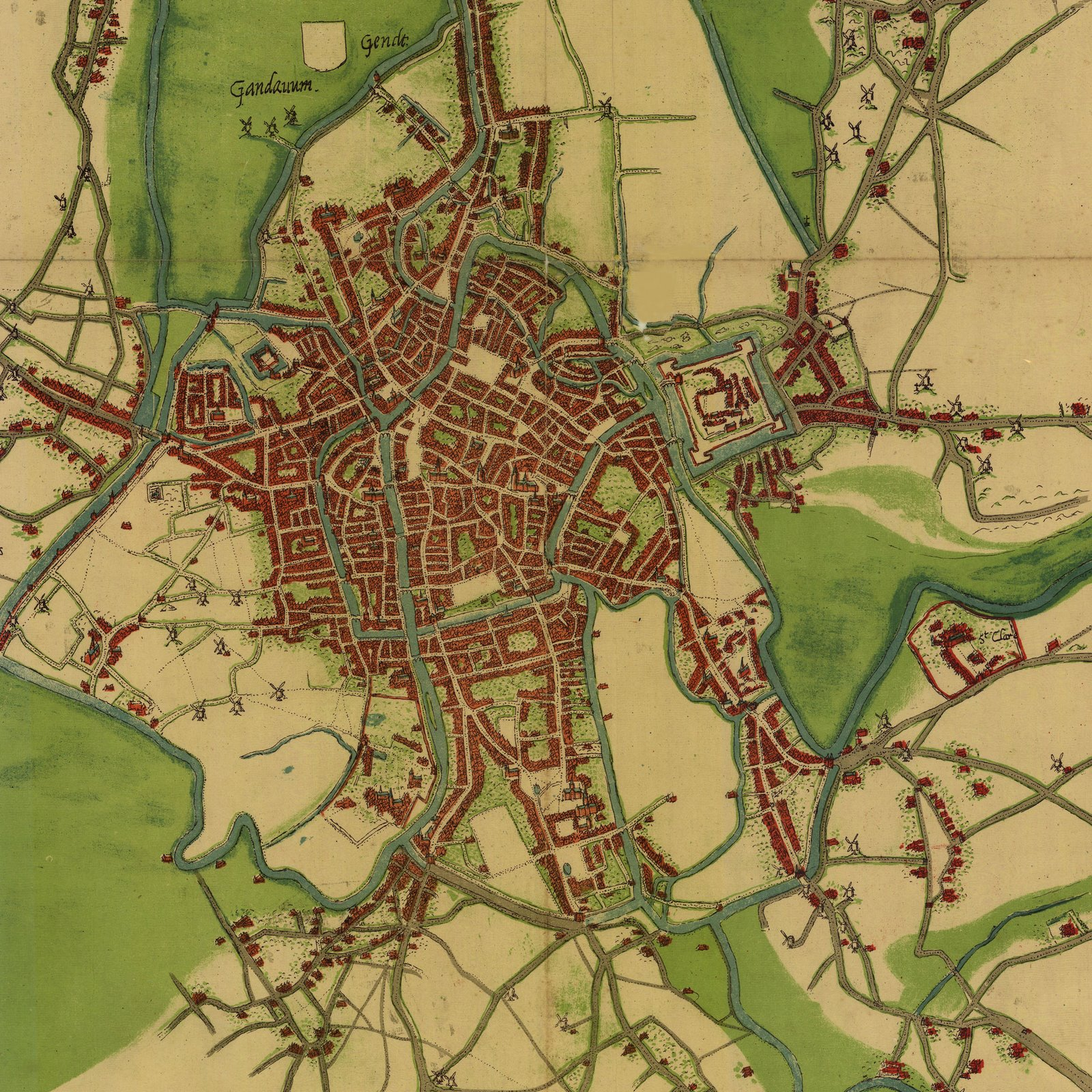
Gent en haar waterlopen in de 16e eeuw
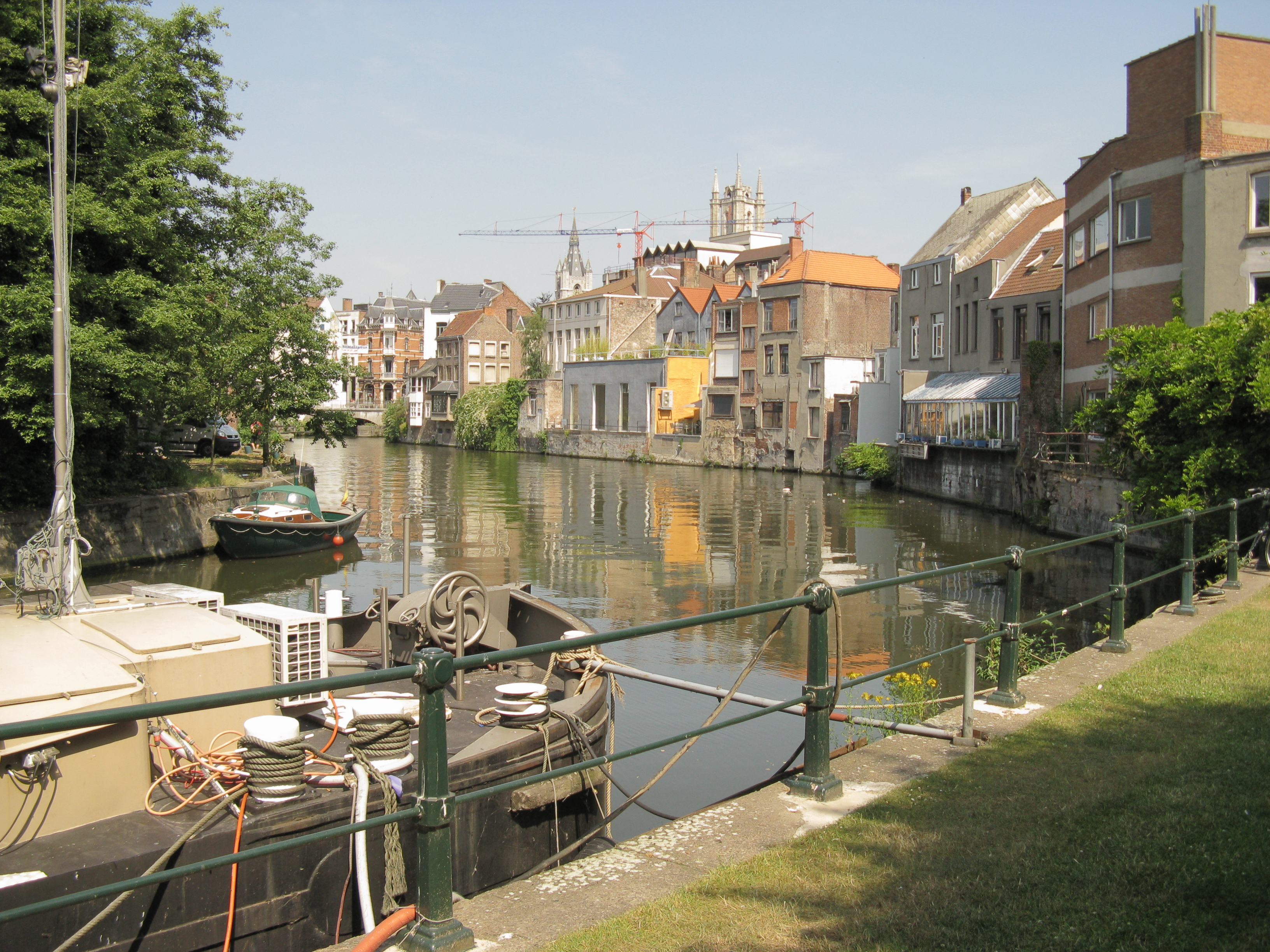
De Bovenschelde bij de Kuiperskaai
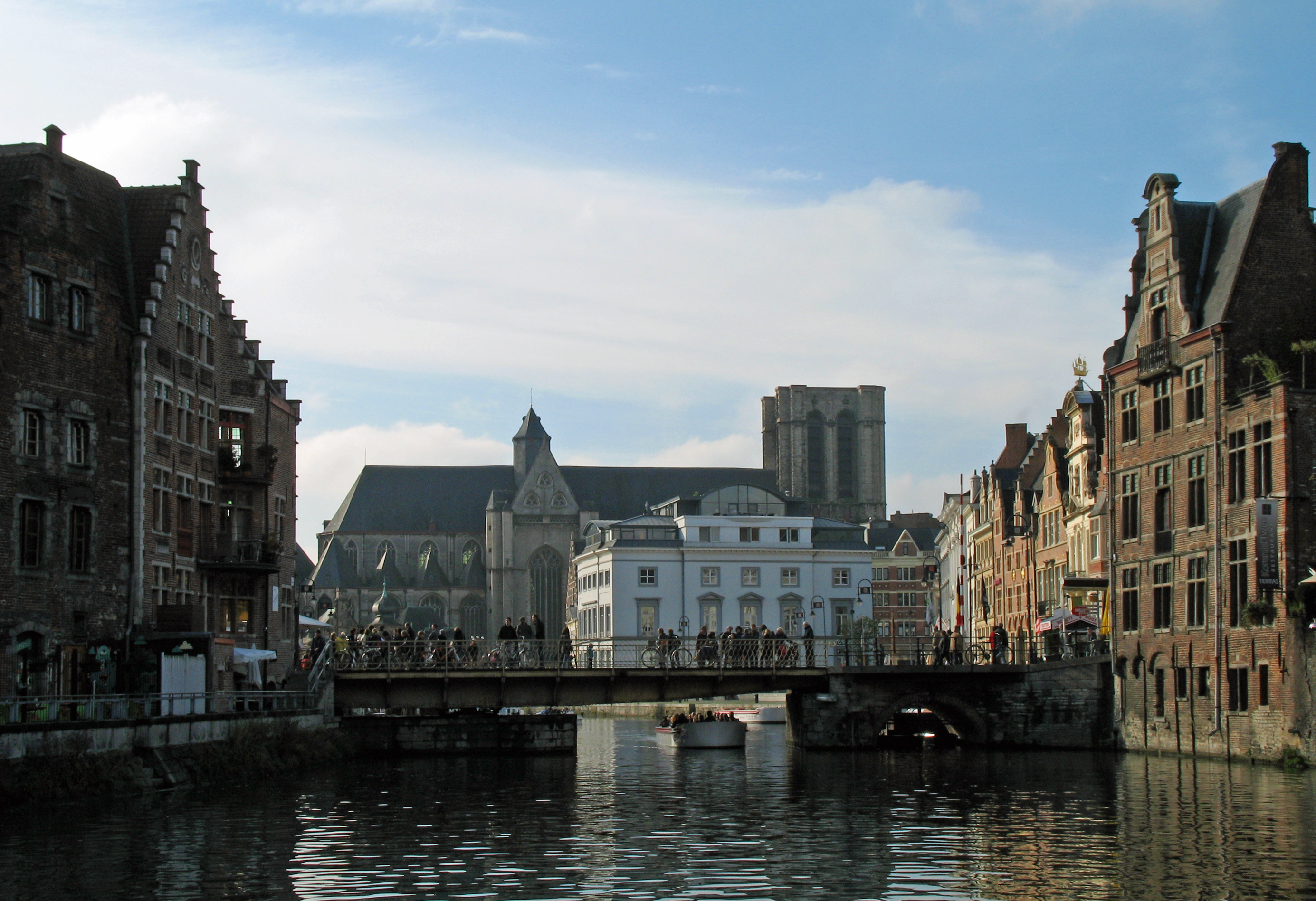
De Leie in Gent

## Demping en heropening
Vanaf 1850 werden veel grachten in Gent gedempt of overwelfd, omdat ze onzuiver waren, geurhinder veroorzaakten en onder meer cholera veroorzaakten. Door het Zollikofer-De Vigneplan werd de Nederschelde naar de Brabantstraat toe in 1882-84 overwelfd (hier werd het François Laurentplein aangelegd). Na de Tweede Wereldoorlog kwam hierbij het aspect mobiliteit: er werd plaats geruimd om parkeerruimte voor auto's te creëren. Rond 1960 werd de Nederschelde gedempt van het Geeraerd Duivelsteen tot aan de Veermankaai. Ondanks het overwelven en dempen van de Nederschelde bleven de Schelde en de Leie in verbinding, via de Ketelvest en vooral de Ringvaart. Eind 20e eeuw wilde men de waterweg herstellen, aangezien geurhinder en automobiliteit een kleinere rol spelen. In 2002 begon een onderzoek naar de heropening van het noordelijke deel. In afwachting daarvan werd alvast de Portus Ganda-omgeving heraangelegd en de Scaldissluis gebouwd, die belangrijk was voor het overbruggen van de verschillende hoogte van het waterpeil tussen Leie en Schelde.
Het effectieve opengraven ging van start op 4 november 2016.
Sinds eind september 2018 was het gedempte deel van de Nederschelde (De Reep) weer opengegraven en stond ze er weer in verbinding met de Leie. Pleziervaartuigen konden zo weer rondom het historische stadscentrum varen. De kostprijs van de werken bedroeg 3.500.000 euro, waarvan 2.500.000 euro door De Vlaamse Waterweg nv, 500.000 euro door FARYS en 500.000 euro door de stad Gent betaald werden.

## Galerij

Historische beelden
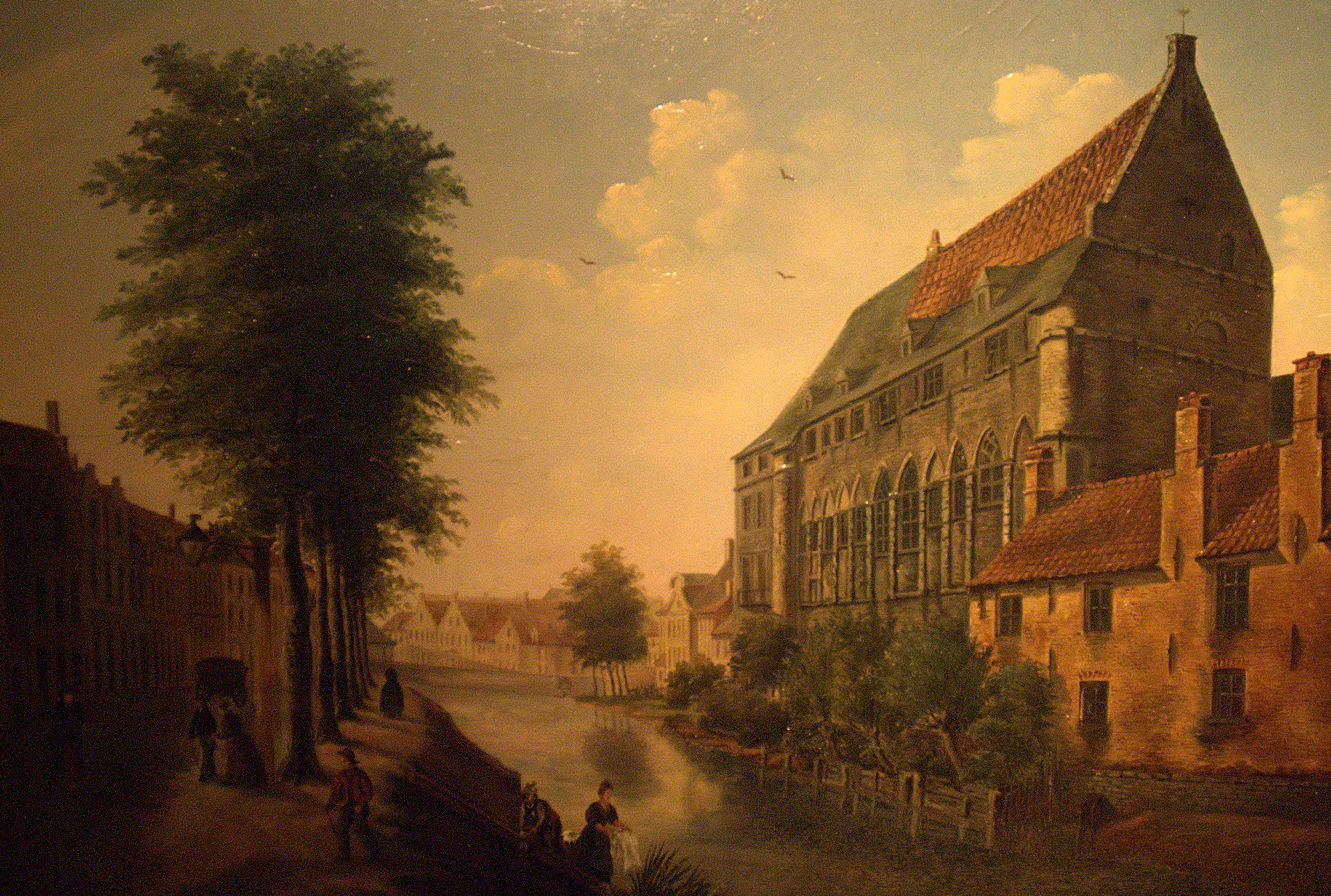
De Nederschelde in de 19e eeuw aan het Geerard de Duivelsteen
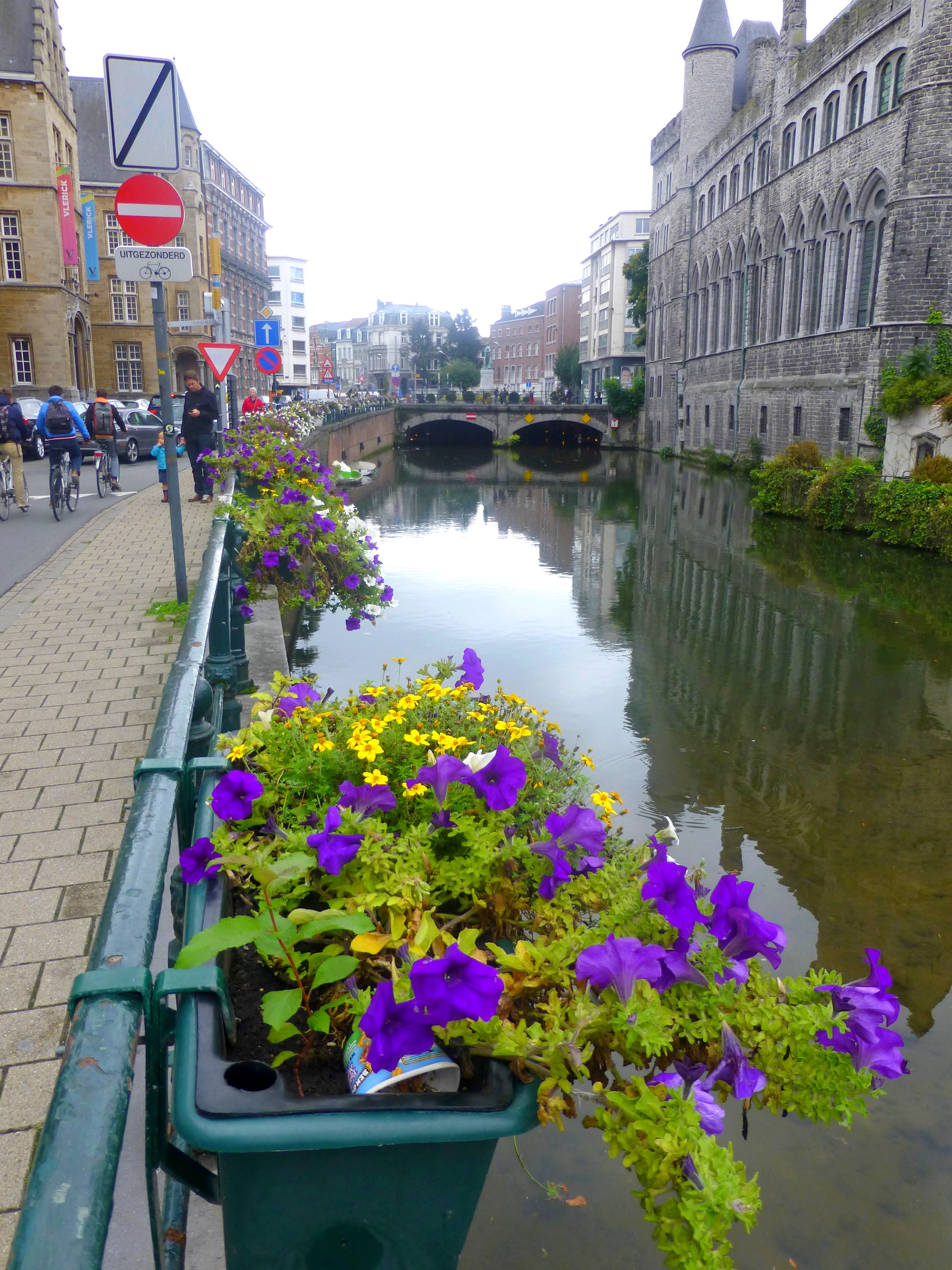
De overwelving onder het François Laurentplein
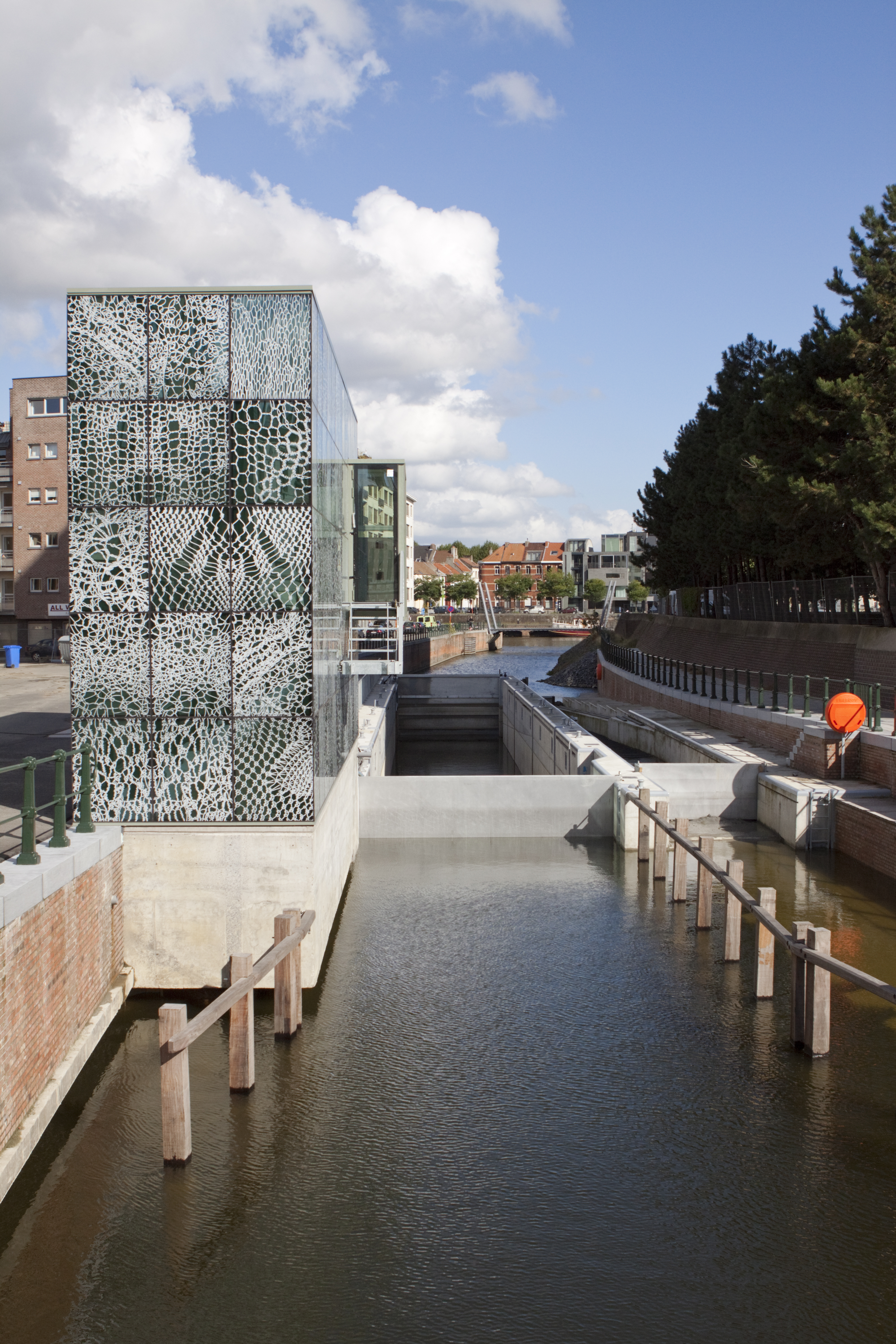
De nieuwe Scaldissluis in 2012
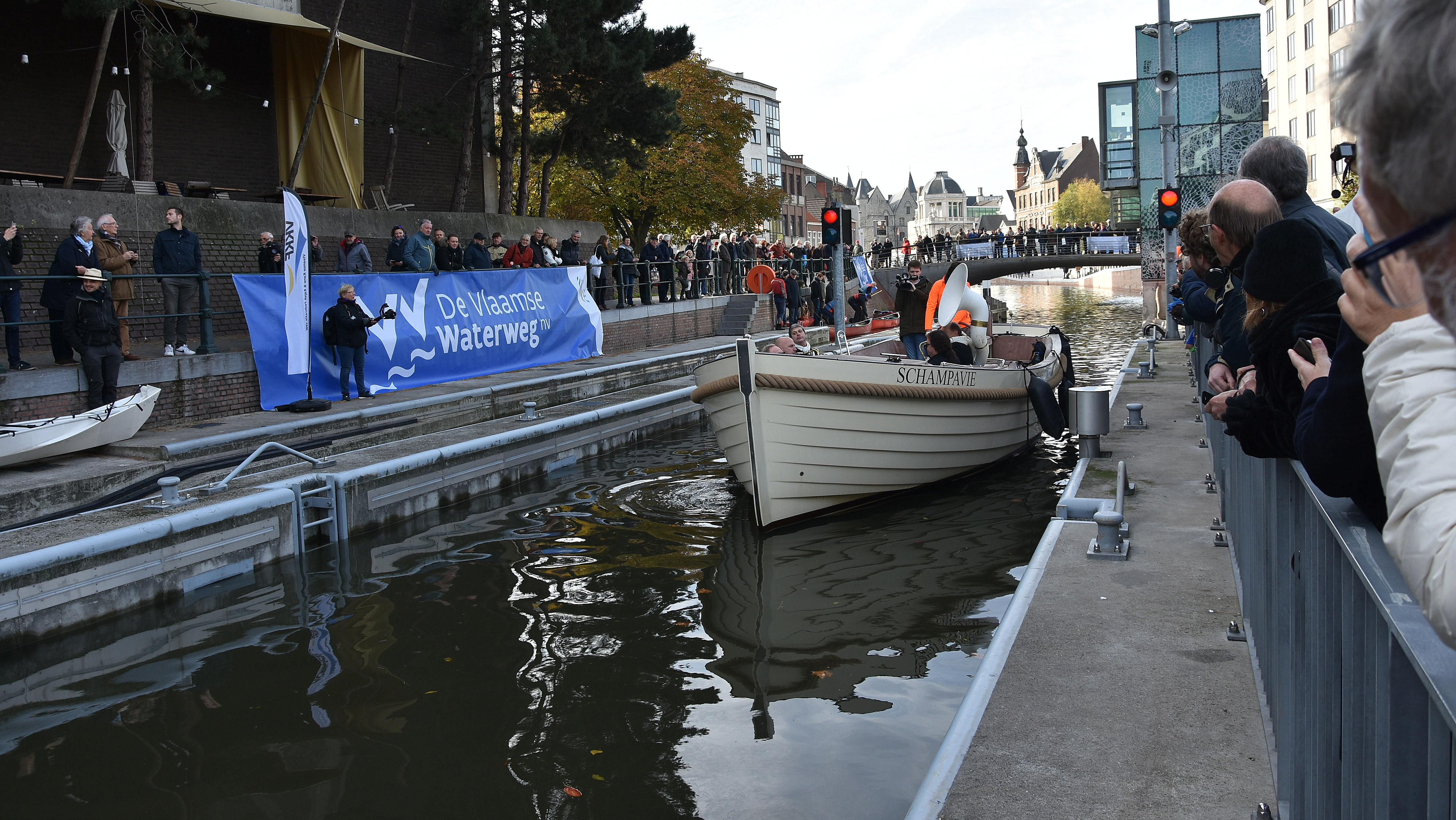
De eerste boot vaart door de Scaldissluis tijdens de officiële heropening van de Nederschelde op 3 november 2018
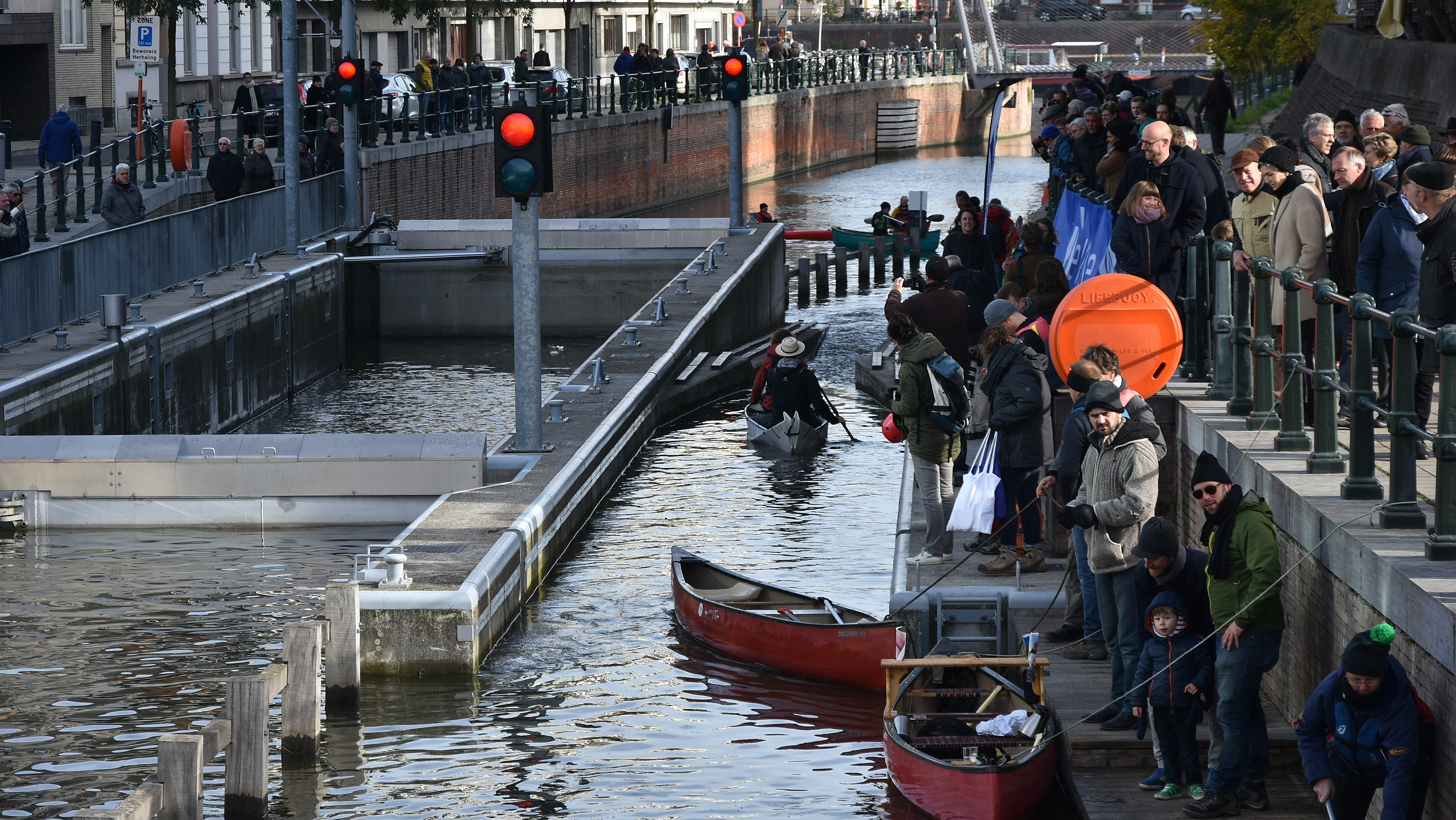
Gezicht op de sluis en de glijbaan voor kayak en kano